# Албетоне
Албетоне (итал. Albettone) је насеље у Италији у округу Виченца, региону Венето.
Према процени из 2011. у насељу је живело 807 становника. Насеље се налази на надморској висини од 17 м.

## Становништво
Према резултатима пописа становништва 2011. у општини је живело 2.066 становника.
| 1931. | 1936. | 1951. | 1961. | 1971. | 1981. | 1991. | 2001. | 2011. |
| ----- | ----- | ----- | ----- | ----- | ----- | ----- | ----- | ----- |
| 2.854 | 2.849 | 2.726 | 2.063 | 1.949 | 1.773 | 1.833 | 1.996 | 2.066 |